# Drake Reed
Drake Reed (Chesterfield, 30 gennaio 1987) è un ex cestista statunitense con cittadinanza maliana.